# L'Attaque de la femme de 50 pieds (film, 1958)
Pour les articles homonymes, voir L'Attaque de la femme de 50 pieds.
Pour plus de détails, voir Fiche technique et Distribution.
L'Attaque de la femme de 50 pieds (Attack of the 50 Foot Woman) est un film américain fantastique réalisé par Nathan Juran, sorti le 19 mai 1958.

## Synopsis
Au début du film, la chaîne d'information KRKR TV annonce que des gens ont signalé avoir vu passer une énorme sphère rouge en divers points du monde. Nancy Archer est une femme immensément riche mais également malheureuse car son mari bien-aimé la trompe sans vergogne. Une nuit, alors qu'elle roule vers son domicile, sur une route vide en plein désert californien, la sphère rouge se pose devant elle et un géant en sort et tente de l'attraper, mais elle lui échappe et s'enfuit jusqu'à la ville.
Personne ne la croit lorsqu'elle raconte ce qui lui est arrivé, car il est de notoriété publique en ville qu'elle a des problèmes d'alcool.
Son mari Harry est absorbé par sa relation avec sa maîtresse. Néanmoins, lorsque Nancy lui raconte son aventure avec le géant, il agit comme s'il était un bon mari, met sa femme au lit avec quelques somnifères et retourne danser avec sa maîtresse. Le lendemain, il cède aux supplications de sa femme et retourne avec elle dans le désert, où il tourne en rond pendant des heures dans la voiture à la recherche du satellite rouge.
Finalement, alors que Nancy a perdu tout espoir de revoir le satellite et qu'elle croit avoir rêvé la nuit précédente, un flash derrière la montagne attire leur attention. Une fois de plus, la sphère rouge géante leur apparaît, et le géant en sort à nouveau. Il cherche à attraper Nancy, qui hurle de peur ; son mari se conduit en lâche, saute dans la voiture et abandonne sa femme en plein désert. À son retour, il fait ses bagages et cherche à quitter la maison. Mais le majordome a compris qu'il s'était passé quelque chose et prévient le shérif, non sans s'être battu avec Harry avant d'être assommé par ce dernier.
La police arrête Harry avant qu'il parvienne à s'enfuir avec sa maîtresse puis retrouve Nancy sur le toit de sa piscine couverte. Le médecin de famille lui injecte des sédatifs et ordonne qu'elle se repose dans sa chambre. Il est inquiet des griffures qu'elle a à la gorge, qui semblent être infectées. Elles auraient été causées par des radiations.
Harry manigance dans son coin avec sa maîtresse afin de se débarrasser de son encombrante femme. Il décide de lui administrer une injection létale. Alors qu'il s'approche d'elle dans la nuit, la lumière de la chambre est allumée par l'infirmière. La pièce illuminée révèle alors que Nancy est devenue une géante. Les médecins sont avertis et décident de l'enchaîner à son lit.
Pendant ce temps, le shérif et le majordome suivent des traces de pas géantes qu'ils ont repérées dans le jardin de Nancy. Ces traces les mènent dans le désert, où ils trouvent à leur tour le satellite rouge, ouvert. Ils entrent dans la sphère et y découvrent une série de diamants enfermés dans des globes de verres. L'un d'entre eux est le célèbre diamant "l'étoile d'Inde" qui appartient à Nancy. Ils supposent que le géant a besoin de ces diamants comme source d'énergie pour pouvoir faire voler son vaisseau. Le géant arrive à son tour. Les deux hommes sortent de la sphère et se réfugient derrière leur voiture. Le géant sort et détruit la voiture, laissant les hommes s'enfuir.
Un peu plus tard, Nancy se réveille et demande à voir Harry. Ce dernier reçoit un message urgent du shérif alors qu'il est avec sa maîtresse dans un bar et refuse d'aller voir sa femme, préférant s'amuser en charmante compagnie.
Nancy commence à s'agiter et se lève finalement de son lit : elle détruit la maison en ce faisant, et surgit par le toit de la maison. Elle se dirige vers la ville, à la recherche de son mari dont elle dit savoir qu'il est avec sa maîtresse.
Arrivée en ville, elle détruit le bâtiment où son mari se trouve et, en cassant le toit, fait tomber une énorme poutre sur la maîtresse de son mari, la tuant sur le coup. Puis elle attrape Harry dans sa main gigantesque, et quitte la ville. Le shérif décide d'intervenir, lui tire dessus à maintes reprises, jusqu'à toucher un transformateur électrique qui tue Nancy en explosant à proximité.
Elle gît morte, son mari écrasé dans le poing, et la foule s'amasse autour d'eux.

## Fiche technique
- Titre original : Attack of the 50 Foot Woman
- Titre français : L'Attaque de la femme de 50 pieds
- Réalisation : Nathan Juran
- Société de production : Woolner Brothers Pictures Inc. (en)
- Distribution :  États-Unis : Allied Artists Pictures
- Pays : États-Unis
- Genre : Science-fiction
- Dates de sortie :
  -  États-Unis : 19 mai 1958

## Distribution
- Allison Hayes : Nancy Fowler Archer
- William Hudson (en) : Harry Archer
- Yvette Vickers : Honey Parker
- Roy Gordon : Dr Isaac Cushing
- George Douglas (en) : Shérif Dubbitt
- Ken Terrell (en) : Jess Stout
- Otto Waldis : Dr Heinrich Von Loeb

## Autour du film
Ce film est célèbre pour le côté kitsch de son intrigue (une analogie du féminisme en hausse) et surtout son titre, qui fut très souvent parodié et employé comme référence aux films de monstres géants des années 1950.
L'affiche du film est présente dans le film Pulp Fiction (1994) dans la scène où Vincent Vega (John Travolta) et Mia Wallace (en) (Uma Thurman) sont au restaurant le Jack Rabbit Slim's.

## Remakes
Une nouvelle version, également intitulée L'Attaque de la femme de 50 pieds, fut tournée en 1993 avec Daryl Hannah dans le rôle-titre.
Un nouveau remake, réalisé par Tim Burton, est annoncé début février 2024.